# بهامبرگ
بهامبرگ (به آلمانی: Behamberg) یک منطقهٔ مسکونی در اتریش است که در بخش امستیتن واقع شده‌است. بهامبرگ ۳٬۳۲۸ نفر جمعیت دارد.